# Drohiczany
Drohiczany – wieś w Polsce położona w województwie lubelskim, w powiecie hrubieszowskim, w gminie Uchanie.
W latach 1954–1959 wieś należała i była siedzibą władz gromady Drohiczany, po jej zniesieniu w gromadzie Uchanie. W latach 1975–1998 miejscowość administracyjnie należała do województwa zamojskiego. 
Wieś jest sołectwem w gminie Uchanie. Według Narodowego Spisu Powszechnego (III 2011 r.) liczyła 298 mieszkańców i była szóstą co do wielkości miejscowością gminy.
Wierni Kościoła rzymskokatolickiego należą do parafii Wniebowzięcia Najświętszej Maryi Panny w Uchaniach.

## Części wsi
| SIMC    | Nazwa      | Rodzaj    |
| ------- | ---------- | --------- |
| 0903966 | Góra       | część wsi |
| 0903972 | Kątek      | część wsi |
| 0903989 | Podlipinie | część wsi |
| 0903995 | Zastawie   | część wsi |

Wieś stanowi sołectwo.

## Historia
W roku 1564 wieś była gniazdem ówcześnie wiele znaczącego rodu Drohiczańskich, posiadającego w tych ziemiach spore majętności. Jednakowoż pierwszą wzmiankę o niej (pod nazwą Drogiczyn) czytamy już pod rokiem 1416. W okresie staropolskim wieś ta położona była w ówczesnym powiecie chełmskim. Według rejestru z 1578 r. posiadała 7,5 łana (to jest 126 ha) gruntów uprawnych. W wieku XIX Drohiczany stanowiły wieś i dobra w powiecie hrubieszowskim, gminie Jarosławiec, parafii Trzeszczany. W 1827 roku było tu 22 domy zamieszkałe przez 120 mieszkańców. Dobra Drohiczany w nomenklaturze hipotecznej litery AB, składają się z folwarków Popławce i Gliniska, tudzież wsi Gliniska. Położone: od Lublina wiorst 90, od Hrubieszowa wiorst 21, od Uchań wiorst 4, od Wojsławic wiorst 10, od Dryszczowa wiorst 10, od rzeki Bugu wiorst 20. Rozległość dóbr dworskich wynosiła morg 2190, a w tym: folwark Drohiczany grunta orne i ogrody mórg 383, łąk mórg 93, pastwisk mórg 6, wody mórg 5, lasu mórg 644, nieużytki i place mórg 18, razem mórg 1152, folwark Popławice grunta orne i ogrody mórg 159, łąk mórg 8, nieużytki i place mórg 5, razem mórg 172. Folwark Gliniska grunta orne i ogrody mórg 434, łąk mórg 16, pastwisk mórg 17, lasu mórg 389, nieużytki i place mórg 10, razem mórg 866. Budynków drewnianych na folwarkach ogółem 44. Płodozmian 8-polowy. Dwa młyny wodne i dwa stawy, pokłady kamienia wapiennego. Wieś Drohiczany liczyła osad 44 z gruntem mórg 533; wieś Gliniska osad 31 z gruntem morgów 355.
Spis ludności z 1921 r. mówił o 79 domach oraz 477 mieszkańcach, w tym 8 Żydów i 16 Ukraińców.
W tym czasie Drohiczany przynależały administracyjnie do gminy Jarosławiec pow. hrubieszowskiego. Podczas okupacji hitlerowskiej w początkach 1943 roku wieś została wysiedlona wraz z sąsiednimi Gliniskami Jarosławcem i Uchaniami.